# قرش دراس شائع
القرش الدراس الشائع (الإسم العلمي: Alopias vulpinus)، المعروف أيضًا باسم القرش الدراس الأطلسي ، أو القرش الدراس ذو العين الكبيرة كما ويعرف بالإسم المتداول له قرش ثعلب ، هو أكبر أنواع قروش الدراس، التي تنتمي لعائلة قروش الدراس (Alopiidae)، تنمو هذه القروش لطول يصل إلى حوالي 6 أمتار (20 قدم). يشكل طول الجزء العلوي الممدود من زعنفته الذيلية حوالي نصف طول جسده الكلي. جسم هذه القروش مبني بشكل الذي يجعله يسبح بوضعية انسيابية (أي جسده مبني بطريقة التي تمكنه أن يسبح بصورة التي تسبب احتكاك قليل مع الماء من حوله وبالتالي تزداد سرعته عند السباحة)، طول خطمه (مقدمة الرأس) قصير وشكله مدبب، وعيونه متوسطة الحجم، يشبه القرش الدراس من هذا النوع (وغالبا ما يتم الخلط بينهما بشكل مغلوط) قرش دراس منطقة البحر المفتوح (الاسم العلمي: A. pelagicus). يمكن تمييز القرش الدراس الأطلسي عن أنواع قرش الدراس منطقة البحر المفتوح، عن طريق اللون الأبيض الموجود على بطنه، حيث يمتد هذا اللون بشكل خط عريض فوق نقطة انبثاق الزعانف الصدرية. تنتشر وتتوزع أسماك قروش الدراس الشائع في جميع أنحاء العالم، في المياه الاستوائية والمعتدلة، على الرغم من أنها تفضل المكوث والتواجد في المياه التي تكون درجات الحرارة فيها أكثر برودة من ذلك. يمكن العثور عليها بالقرب من الشاطئ والساحل وفي مياه المحيط المفتوح، حيث تتواجد على مستوى السطح وحتى الأعماق التي تصل لحوالي 550 متر (1,800 قدم) تقريبا. تهاجر هذه الأسماك بشكل موسمي وتقضي فترة فصل الصيف عند خطوط العرض الجغرافية المنخفضة.
يستخدم القرش الدراس الشائع ذيله الطويل بأسلوب شبيه باستعمال السوط، وذلك من أجل أن يضرب ضربات التي من شأنها أن تشل حركة فريسته، يعتبر ذيله وأسلوب إستخدامه مصدر العديد من الحكايات الخيالية عبر التاريخ. [بحاجة لمصدر] تتغذى هذه الأنواع من أسماك القرش الدراس بشكل رئيسي على أسماك الفريسة المتجمهرة والمتجمعة مثل، الرنكات والبلمية. هذا النوع من القروش يعتبر سباح سريع وقوي، ومعروف عنه أنه يقفز بشكل كلي (بكل جسده) من الماء، ولديه تعديلات فسيولوجية التي تسمح له بالحفاظ على درجة حرارة جسم داخلية أكثر دفئًا من درجة حرارة مياه البحر المحيطة به. تتكاثر أسماك قرش الدراس الشائع عبر نمط بيوضية ولودية، وتتغذى الأجنة بنمط أكل البويضات، حيث تقوم بالتغذي على بيوض غير متطورة الخلق التي يفرزها مبيض الأم. عادة ما تلد الإناث أربعة صغار في كل مرة تنجب بها، بعد فترة حمل تبلغ مدتها حوالي تسعة أشهر.
على الرغم من حجمها، لا تعتبر أسماك قرش الدراس الشائع خطيرة على البشر بدرجة تذكر، وذلك بسبب أسنانها الصغيرة حجما نسبيًا وكونها أسماك 'خجولة' التي تتفادى المواجهة. تعتبر هذه القروش ذات قيمة عالية من قبل الصيادين التجاريين، بسبب لحمها وزعانفها وجلدها وزيت كبدها؛ يتم اصطياد أعداد كبيرة منها بواسطة الصيد عن طريق الخيوط الطويلة وعن طريق الشباك الخيشومية في جميع أنحاء نطاقها. يتم تقدير هذا القرش أيضًا من قبل الصيادين الهواة للمقاومة والمحاربة الاستثنائية التي يظهرها عند محاولة إصطياده بواسطة الخيط والخطاف. أسماك قرش الدراس الشائع لديها معدل تكاثر منخفض ولا يمكن لأعداده تحمل ضغوطات الصيد المكثف والمتواصل لفترة طويلة، ومن الأمثلة على ذلك هو الانهيار السريع في مجال مسمكة صيد سمك القرش الدراس قبالة ساحل كاليفورنيا في عقد الثمانينيات. مع تزايد الاصطياد التجاري المفرط به في أجزاء كثيرة من العالم، قام الاتحاد الدولي لحفظ الطبيعة بتقييم هذا النوع من القروش على أنه نوع مهدد بخطر انقراض أدنى.

## التصنيف وعلم الوراثة العرقي

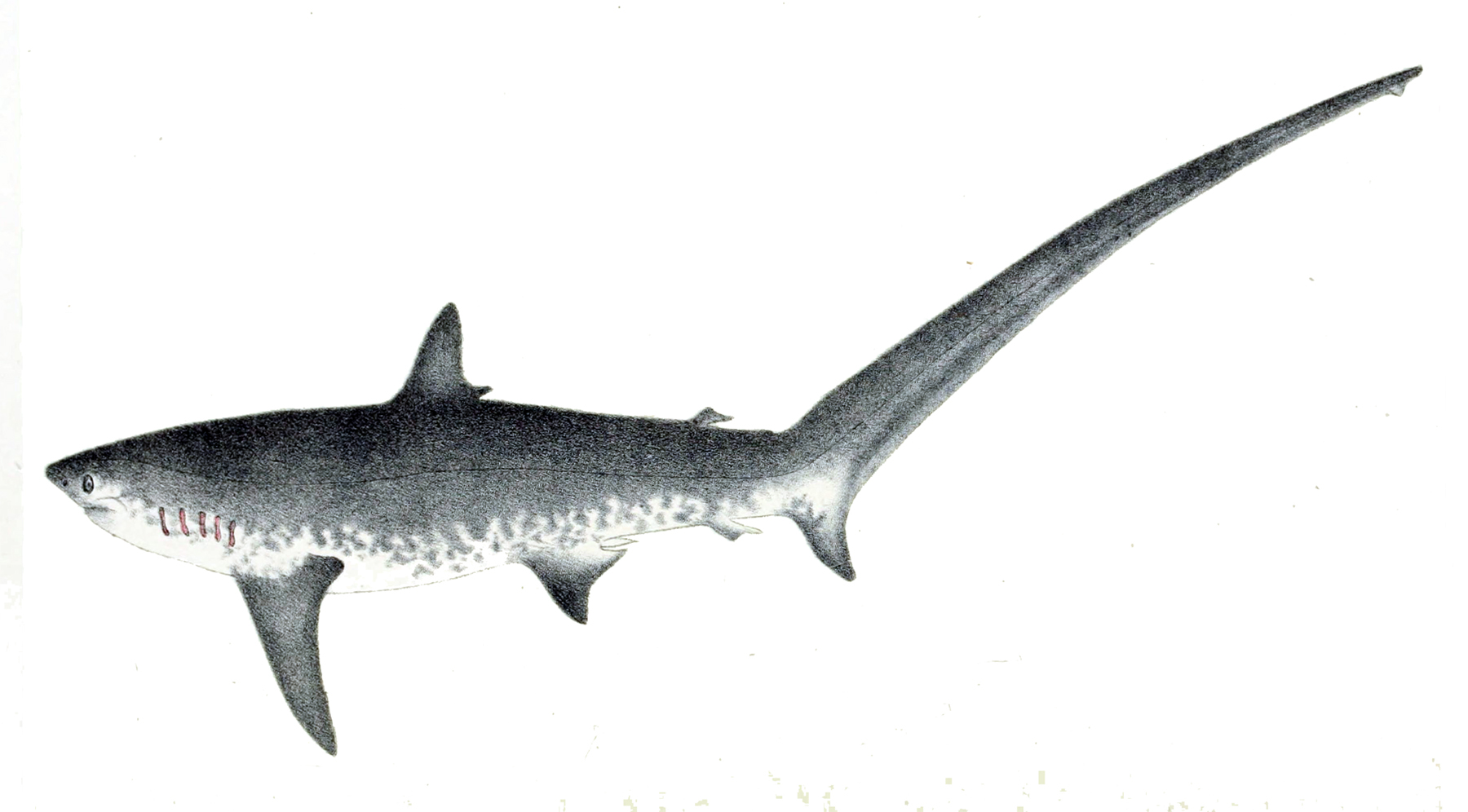
رسم توضيحي قديم لقرش دراس شائع من تاريخ فيكتوريا الطبيعي (1881)

أول وصف علمي لنوع قروش الدراس الشائع، مثل Squalus vulpinus ، وضعه عالم الطبيعة الفرنسي بيير جوزيف بوناتير في موسوعة Tableau et méthodique des trois règnes de la nature في عام 1788. في عام 1810، وصف قسطنطين صموئيل رافينسك سمكة قرش باسم Alopias macrourus وكانت سمكة قرش دراس التي أصطيدت قبالة صقلية. أقر العلماء في وقت لاحق بجنس Alopias ، وتم التعرف على الإسمين، A. macrourus و S. vulpinus على أنهما تصنيفان مرادفين، وهكذا أصبح الاسم العلمي للقرش الدراس الشائع: Alopias vulpinus.
الإسم المحدد،vulpinus ، مشتق من الكلمة اللاتينية vulpes، والتي تعني «ثعلب»، وفي بعض الكتابات القديمة، ذكر اسم الأنواع هذه بشكل غير صحيح على أنه Alopias vulpes. يعتبر اسم «سمك القرش الثعلب» كأقدم اسم إنجليزي معروف الذي أستعمل لوصف هذا النوع من القروش، وهو اسم مرتبط ومتأصل في العصور القديمة الكلاسيكية، وينحدر وجوده من الاعتقاد بأن هذا القرش ماكرًا وداهيا بشكل خاص. في منتصف القرن التاسع عشر، تم استبدال اسم «الثعلب»، بشكل عام، باسم «الدراس»، حيث يشير هذا الاسم إلى أسلوب استخدام القرش لذيله الشبيه باستعمال المِدرَس (وهي أداة تستعمل لدراسة القمح). غالبًا ما يُعرف هذا النوع ببساطة باسم سمك القرش الدراس أو الدراس؛ نشر هنري بيغيلو وويليام شرودر اسم «الدراس الشائع» في عام 1945 لتمييز هذا القرش عن قرش الدراس الجاحظ (الاسم العلمي: A. superciliosus). معروف هذا القرش أيضًا بالعديد من الأسماء الشائعة الأخرى، مثل، الدراس الأطلسي، والسمكة الرمادية، والدراس الأخضر، وسمك القرش طويل الذيل، وقرد البحر، وثعلب البحر، وقرش التقطيع، والمحوري، ودراس نحيف الذيل، وسمك القرش الدراس، وسمك القرش ذو الذيل السوطي.
توافقت نتائج تحليلات أبحاث علم التشكل ونتائج تحليلات أبحاث الإنزيمات المتغايرة جينيا على أن الدراس الشائع هو قاعدي الشبه للفرع الحيوي التي تشكله أسماك الدراس الجاحظ ودراس منطقة البحر المفتوح (الاسم العلمي: A. pelagicus). قد يكون أقرب قريب لهذا النوع من القروش داخل الأسرة هذه، هو -من المحتمل- رابع أنواع أسماك القرش في هذه الأسرة، الا أن هذا النوع الرابع غير معترف به ويتواجد قبالة ساحل باها كاليفورنيا، حيث تم الإبلاغ عنه بعد التوصل لأدلة الإنزيمات المتغايرة جينيا التي توصل إليها بلايز إيتنر في عام 1995. ومع ذلك، لم يتم تأكيد وجود هذا النوع الرابع من قبل مصادر أخرى حتى الآن.

## الوصف

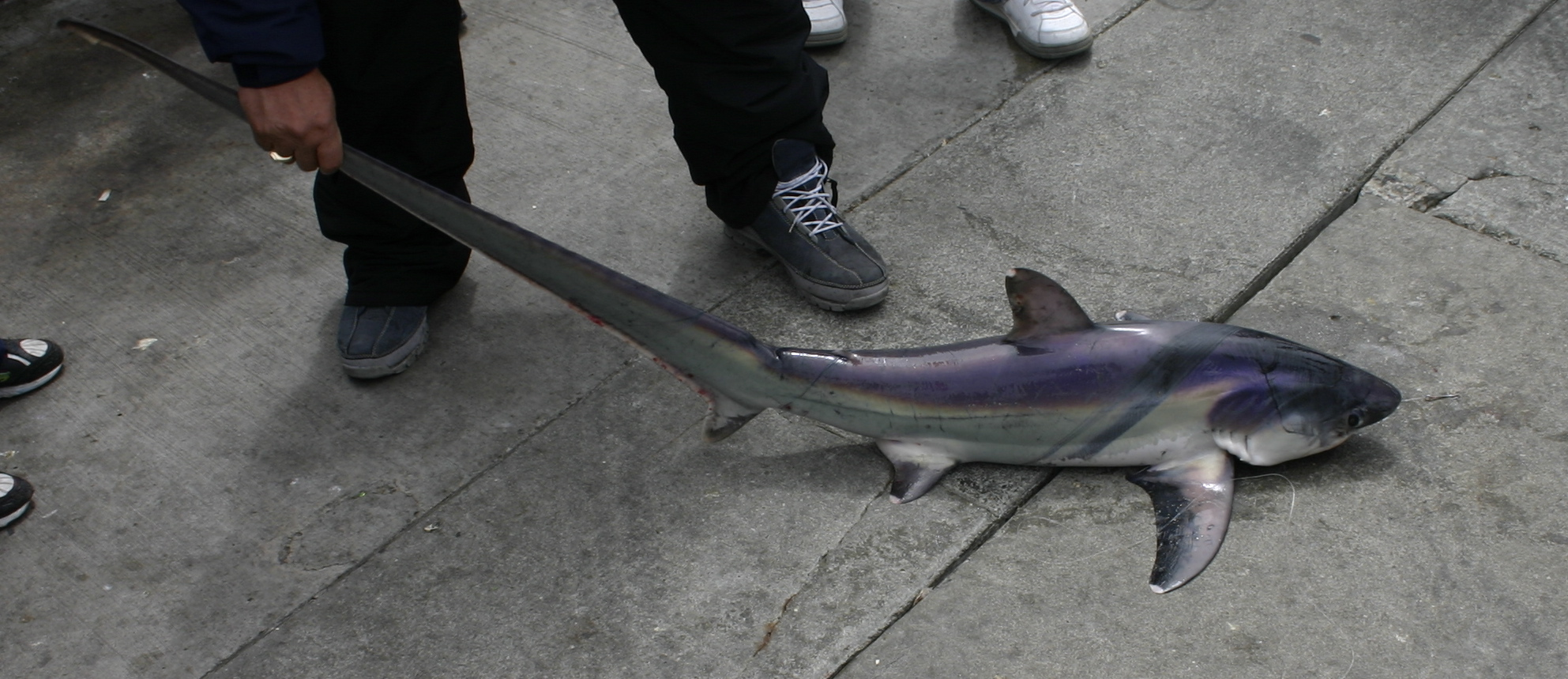
يمكن تمييز قرش الدراس الشائع عن أسماك قرش الدراس الأخرى من خلال منظر رأسه واللون المتواجد فوق الزعانف الصدرية.

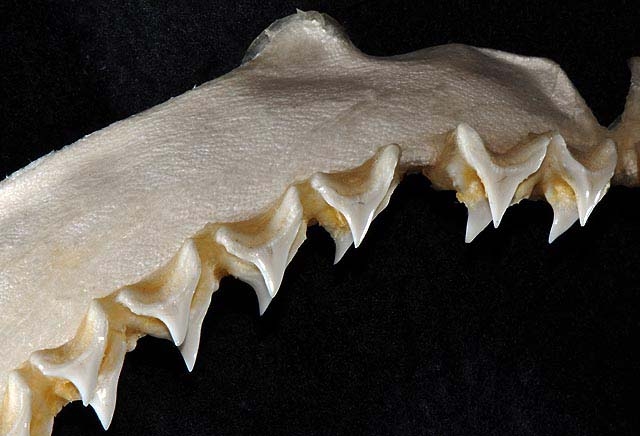
أسنان

الدراس الشائع هو سمكة قرش قوية إلى حد ما وجذع جسدها مكون على شكل طوربيد، ورأسها قصير وعريض الشكل. ينحني المظهر الجانبي الظهري للرأس بالتساوي إلى منتصف الخطم الذي يكون مخروطي ومدبب الشكل. العيون كبيرة إلى حد ما وتفتقر إلى غشاء راف (جفن ثالث) . فمها صغير الحجم ومقوس الشكل، وخلافا لأسماك القرش الدراس الأخرى، يتواجد بالفم مبنى شبيه بالأخاديد في الزوايا. عدد صفوف الأسنان لهذه الأنواع هو 32-53 في الجزء العلوي 25-50 في الجزء السفلي؛ الأسنان صغيرة الحجم، مثلثة الشكل، وذات حواف ناعمة، وتفتقر إلى النتوء الصغيرة الجانبية. الأزواج الخمسة من الشقوق الخيشومية قصيرة الطول، مع وجود الأزواج الرابعة والخامسة فوق نقطة انبثاق الزعنفة الصدرية.
تتناقص الزعانف الصدرية الطويلة ذات الشكل المنجلي إلى أطراف مدببة أو مستدقة. الزعنفة الظهرية الأولى طويلة وتتواجد بمنطقة أقرب قليلاً إلى الزعانف الصدرية من الزعانف الحوضية. تكون زعانف الحوض كبيرة الحجم تقريبًا بمثل حجم الزعنفة الظهرية الأولى، وتحوي على حاضنات طويلة ورفيعة عند الذكور. حجم الزعنفة الظهرية الثانية وحجم الزعنفة الشرجية صغير، وتتواجد الزعنفة الظهرية الثانية أمام الزعنفة الشرجية. تتواجد حزوز شكلها مثل الهلال على السويقة الذيلية في نقاط الانبثاق (الأصل) العلوية والسفلية، للزعنفة الذيلية. الجزء العلوي من الزعنفة الذيلية ممدود بشكل ضخم، كما وهي صفة مميّزة التي تميز أسماك قرش الدراس، ويبلغ طولها حوالي طول القرش كله تقريبا (المقصود طوله بإستثناءها)؛ هذا الجزء من الزعنفة الذيلية، وهو رقيق المبنى وشكله منحني بشكل تدريجي، تكون وضعيته موجودة بزاوية تصاعدية حادة وله حز أو نتوء بارز على الحافة بالقرب من الطرف.
الجلد مغطى بحراشف سمكية متداخلة وصغيرة الحجم، لكل منها ثلاث حواف أفقية وثلاثة إلى خمسة أسنان على الحواف. لون هذا النوع من القروش في الأجزاء العلوية من جسده هو بني-أرجواني معدني نوعا ما ويميل إلى الرمادي، ويصبح لونه أكثر زراقا على الجوانب. الجانب السفلي لونه أبيض، ويمتد هذا اللون الأبيض فوق نقط انبثاق الزعانف الصدرية والحوضية؛ هذا النمط تحديدا يكون على النقيض من قروش الدراس منطقة البحر المفتوح ، التي تكون ملونة بشكل واضح وبارز للغاية عند هذه الزعانف. غالبًا ما يكون خط الالتقاء بين التلوين الظهري والتلوين البطني غير منتظم. يمكن أن يتم رؤية بقعة بيضاء عند أطراف الزعانف الصدرية. الدراس الشائع هو أكبر أنواع سمك القرش الدراس، ويصل عادة إلى طول مقداره حوالي 5 متر (16 قدم) ووزن قدره حوالي 230 كيلوغرام (510 رطل). الرقم القياسي المؤكد لطول هذا القرش هو حوالي 5.7 متر (19 قدم)، في حين أن أقصى طول ممكن له قد يكون ما بين حوالي 6.1–6.5 متر (20–21 قدم). أثقل فرد من هذه القروش الذي تم توثيق أحجامه، كانت أنثى التي وصل طولها لحوالي 4.8 متر (16 قدم)، ووصل وزنها لحوالي 510 كيلوغرام (1,120 رطل).

## التوزيع والإنتشار
نطاق ومدى تواجد هذه الأسماك يشمل مناطق المياه الاستوائية والباردة-المعتدلة في جميع أنحاء العالم. في غرب المحيط الأطلسي، تتواجد هذه القروش من نيوفندلاند إلى خليج المكسيك، على الرغم من أنه نادر شمال نيو إنجلاند، ومن فنزويلا إلى الأرجنتين. في شرق المحيط الأطلسي، تم الإبلاغ عن تواجدها من بحر الشمال والجزر البريطانية إلى غانا (بما في ذلك ماديرا والأزور والبحر الأبيض المتوسط والبحر الأسود)، وكذلك من أنغولا إلى جنوب أفريقيا. في منطقة المحيط الهادئ الهندي، يُعرف عن تواجد هذا النوع من تنزانيا إلى الهند، ومن المالديف واليابان وكوريا إلى جنوب شرق الصين وسومطرة وشرق أستراليا ونيوزيلندا؛ كما وأنها تتواجد حول عدة جزر من جزر المحيط الهادئ وذلك يشمل، كاليدونيا الجديدة، وجزر الجمعية، وتابويران، وجزر هاواي. في شرق المحيط الهادئ، تم توثيق تواجدها من كولومبيا البريطانية إلى تشيلي، بما في ذلك خليج كاليفورنيا.
القرش الدراس الشائع هو نوع من أنواع القروش المهاجرة، حيث ينتقل إلى خطوط العرض الجغرافية عند ازدياد درجة حرارة ودفئ المياه (يفضل المياه المعتدلة). في شرق المحيط الهادئ، يسافر الذكور مسافة أكبر من الإناث، حيث من الممكن أن يصلوا حتى جزيرة فانكوفر في أواخر فصل الصيف وأوائل فصل الخريف. تفضل الأسماك اليانعة التي لم تكتمل البلوغ إلى البقاء في مناطق حضانة دافئة. يمكن العثور على الأسماك اليانعة في مياه نيوزيلندا فوق الطرف الداخلي حول الجزيرة الشمالية، وحول الجزء العلوي من الجزيرة الجنوبية. يبدو أنه يوجد مجموعات منفصلة من هذه القروش التي تملك خصائص تتعلق بتاريخ حياتها بشكل مختلف من بعضها البعض، وتتواجد هذه المجموعات في شرق المحيط الهادئ وغرب المحيط الهندي وربما في مكان آخر؛ إنه من غير المعروف عن هذا النوع من القروش بأنه يقوم بتنقلات عبر المحيطات. في شمال غرب المحيط الهندي، ينفصل الذكور والإناث بناءا على الموقع والعمق خلال موسم إنجاب الصغار (الولادة)، من شهر يناير إلى شهر مايو. كشف تحليل الحمض النووي للميتوكوندريا عن تباين جيني كبير متعلق بإقليم تواجد مجموعات قرش الدراس الشائع في جميع المحيطات الثلاثة (أي مجموعة قروش الدراس التي تعيش بمنطقة معينة تحوي على حمض نووي للميتوكوندريا متابين عن ذلك الذي يتواجد بمجموعة أخرى بمنطقة أخرى). يمكن أن يدعم ذلك فكرة أن أسماك القرش من مناطق مختلفة، على الرغم من كونها دائمة التنقل والحركة، نادرًا ما تتزاوج مع بعضها.

## الموائل
تقطن أسماك قرش الدراس الشائع في المياه القارية ومياه المحيط المفتوح. تميل هذه القروش إلى أن تكون متواجدة بشكل أكبر بالقرب من الساحل، وخاصة القروش اليافعة، التي تزور بشكل تتكرر الموائل القريبة من الساحل مثل الخلجان. تم وصف هذه الأنواع بأنها «ساحلية - محيطية»، تتواجد غالبًا في المجال الذي يتراوح حتى بعد 30 كيلومتر (20 ميل) عن الساحل، وتنخفض أعدادها بصورة كبيرة وواضحة جدا في المناطق التي تكون أبعد من هذا الحد. يتم مصادفة معظم الأفراد من هذه القروش بالقرب من السطح، ولكن تم توثيق وصول هذا النوع للأعماق التي تصل لعمق حوالي 550 متر (1,800 قدم) على الأقل. من بين ثمانية أفراد من هذه القروش التي تم وضع جهاز تعقب عليهم وتعقبهم لمدة 22-49 ساعة قبالة جنوب كاليفورنيا، قضى كل هؤلاء الثمانية معظم وقتهم في الأعماق التي تتراوح حتى عمق 40 متر (130 قدم) من سطح الماء، ولكن غاصوا بشكل دوري للأعماق الأعمق بكثير؛ خمسة أفراد غاصوا إلى الأعماق التي وصلت لحوالي 100 متر (330 قدم) أو أكثر من ذلك. أشارت دراسة من جزر مارشال الاستوائية إلى أن الدراس الشائع يقضي اليوم بشكل أساسي في الأعماق التي تتراوح بين 160–240 متر (520–790 قدم) حيث تكون درجة الحرارة 18–20 °م (64–68 °ف). يبدو أن قروش الدراس الشائع تفضل درجات حرارة المياه التي ما بين 16 و 21 °م (61 و 70 °ف) ، ولكن على الأقل قد تتواجد أحيانًا في درجات حرارة تصل لحوالي 9 °م (48 °ف) .

## علم الأحياء وعلم البيئة
تعتبر قروش الدراس الشائع ماهرة ونشيطة وقوية بالسباحة، مع وجود تقارير نادرة عن إقدام هذه القروش بالقفز من الماء بشكل كلي. مثل بقية أنواع أسماك القرش في عائلة لخميات التي تسبح بسرعة، يتواجد لقرش الدراس الشائع شريط من العضلات الحمراء الهوائية على طول جوانبه، وتكون هذه العضلات قادرة على الانقباض بدرجة قوية وبكفاءة لفترات طويلة من الزمن. بالإضافة إلى ذلك، لديها عضلات أكسدة بطيئة والتي تكون موجودة بشكل مركزي داخل أجسامها، ونظام تبادل معاكس للتيار في الأوعية الدموية يسمى ("الشبكة الرائعة" باللاتينية : rete mirabile)، مما يسمح لها بتوليد وتنظيم حرارة الجسم والاحتفاظ بها. متوسط درجة الحرارة داخل العضلات الحمراء للدراس الشائع هي 2 درجة مئوية (3.6 °F) وهي أعلى من درجة حرارة مياه البحر المحيطة، على الرغم من وجود اختلافات كبيرة بين الأفراد بخصوص متوسط درجة الحرارة هذه. على عكس قروش الدراس منطقة البحر المفتوح وقروش الدراس كبير العين، يفتقر قرش الدراس الشائع إلى 'الشبكة الرائعة' في محجر العين، والتي من شأنها أن توفر حماية للعينين وللدماغ من التأثيرات التي تحدث نتيجة التغيرات في درجات الحرارة.
القروش الغير ناضجة (اليافعة) من نوع قروش الدراس الشائع، قد تقع فريسة لأسماك القرش الأكبر حجما. بصرف النظر عن شهادات بخصوص الحيتان القاتلة التي تفترس وتتغذى على الدراس الشائع قبالة نيوزيلندا،  لا يوجد أي حيوانات معروف عنها كمفترس طبيعي لأسماك الدراس البالغة. الطفيليات الموثقة بأنها موجودة عند أسماك الدراس، تشمل، الكائن الأولي Giardia intestinalis، والمثقوبات Campula oblonga (لا يعتبر قرش الدراس الشائع المضيف المعتاد لهذا الطفيلي) وParonatrema vaginicola، والدودة الشريطية Acanthobothrium coronatum، Anthobothrium laciniatum، Crossobothrium angustum ، Hepatoxylon trichiuri، Molicola uncinatus، Paraorygmatobothrium exiguum، P. filiforme، Sphyriocephalus tergetinus، ومجدافيات الأرجل Dinemoura discrepans ، Echthrogaleus denticulatus، Gangliopus pyriformis، Kroeyerina benzorum ، Nemesis aggregatus ، N. robusta ، N. tiburo ، Nesippus orientalis ، و Pandarus smithii .

### نظام التغذية
يستخدم القرش الدراس الشائع الجزء العلوي من ذيله، الذي يتميز بطوله، لضرب الفريسة والتسبب في عجزها وشلل حركتها. {{cn} 

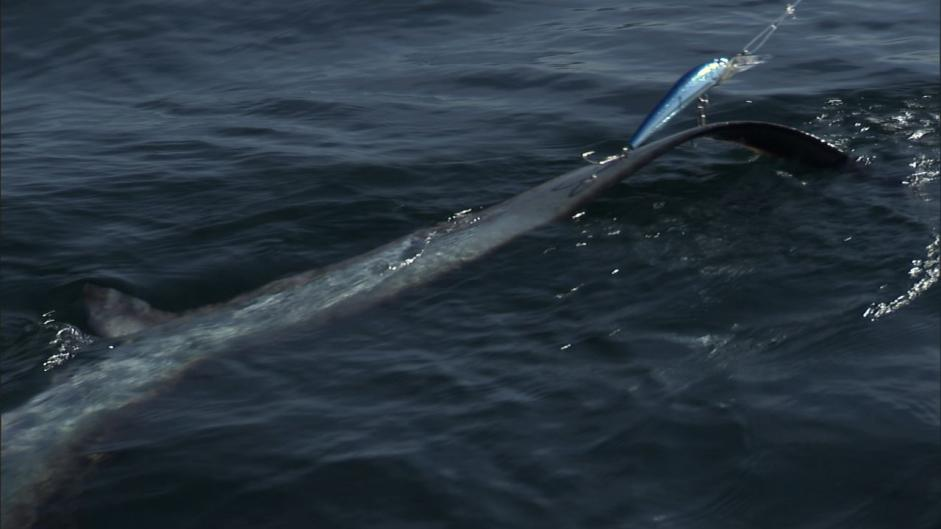
غالبًا ما يتم إصطياد القرش الدراس الشائع عبر ذيله ، لأنه يستخدم زعنفته الذيلية الطويلة لمهاجمة الفريسة.

يتكون حوالي ما يقارب 97٪ من النظام الغذائي للدراس الشائع من الأسماك العظمية ، معظمها أسماك صغيرة الحجم من أسماك الفريسة التي تتواجد في تجمهرات وتجمعات مثل الإسقمري ، سمكة زرقاء ، الرنكات ، الفصيلة الخرمية ، و أسماك فانوسية . قبل أن تقوم بتسديد ضربتها ، تحصر أسماك القرش المجموعات من هذه الأسماك من خلال السباحة حولها ورش الماء بذيولها ، غالبًا في أزواج أو مجموعات صغيرة. ومن المعروف أيضًا أن الدراس يفترس أسماكًا كبيرة الحجم وإنفرادية مثل أسماك اللانسيت ، وكذلك السبيدج وغيرها من اللافقاريات التي تتواجد في منطقة البحر المفتوح . قبالة كاليفورنيا ، تتغذى أسماك قرش الدراس الشائع في أغلب الأوقات على بلم ضرزم (الإسم العلمي : Engraulis mordax) ، هاك المحيط الهادي (الإسم العلمي : Merluccius productus) ، ويعتبر سردين المحيط الهادئ ( الإسم العلمي : Sardinops sagax) ، وماكريل المحيط الهادئ (الإسم العلمي : Scomber japonicus) ، وحبار السوق (الإسم العلمي : Loligo opalescens) ، وسرطان البحر الأحمر ( الإسم العلمي : Pleuroncodes planipes) هي أيضًا كمصادر غذائية مهمة بالنسبة لها. تركز أسماك القرش على بعض أنواع الفرائس خلال سنوات الماء البارد ، ولكنها تصبح أقل تمييزًا وتفترس بشكل أقل حصري خلال فترات إل نينيو التي تكون أكثر دفئًا وأقل إنتاجية.
تم سرد العديد من الشهادات حول قروش الدراس الشائع بأنها تستخدم الجزء العلوي الطويل من زعنفتها الذيلية لصدم الفريسة وشل حركتها، وغالبًا ما يتم إمساك القروش هذه وإصطيادها بواسطة الخيوط الطويلة التي تعلق بذيولها؛ عندما تفرض هذه القروش بأن الطعم هو فريسة وتقوم بضربه بذيلها. في شهر يوليو عام 1914 ، أبلغ مراقب أسماك القرش راسل ج. كولز عن رؤية سمك قرش دراس تستخدم ذيلها لضرب الفريسة من الأسماك ولقذفها نحو فمها من أجل أكلها ، وأن إحدى الأسماك التي قذفها القرش وأخطئ الهدف (أي لم تدخل السمكة في فمه) ، تم قذفها «لمسافة كبيرة». في تاريخ 14 أبريل 1923 ، لاحظ عالم المحيطات و. إي. آلين قرش دراس شائع ، طوله حوالي 2 متر (6.6 قدم) يقوم بمطاردة سمكة هف (من نوع هف كاليفورنيا (الاسم العلمي : Atherinopsis californiensis) قبالة الرصيف في معهد سكريبس لعلوم المحيطات . وصل القرش السمكة الصغيرة ورفع ذيله فوق الماء مثل «السوط» وضرب الفريسة «بسرعة تسبب الإرتباك» ، مما أدى إلى إصابة وجرح هدفه بشدة. في شتاء عام 1865 ، ادعى عالم الأسماك الأيرلندي هاري بليك-نوكس أنه رأى سمكة قرش دراس في خليج دبلن يستخدم ذيله لصفع غواص مصاب (ربما غواص شائع ، الاسم العلمي : Gavia immer) ، وقام بإبتلاعه بعد ذلك. فيما بعد ، قامت السلطات بنقاش إعتراضي الأخرى بخصوص إدعاء بليك نوكس ، وأكدت أن ذيل الدراس ليس صلبًا أو عضليًا بما يكفي لإحداث مثل هذه الضربة.

### تاريخ حياتها

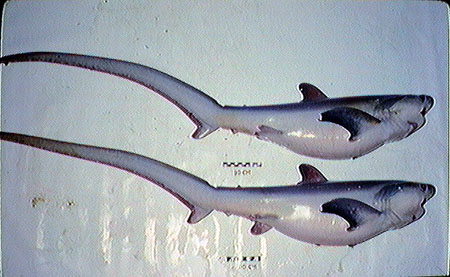
يتم تغذية أجنة قرش الدراس الشائع عبر البيض أثناء النمو.

مثل باقي أنواع أسماك القرش الأخرى التي تنتمي لرتبة الماكريل ، القرش الدراس الشائع يتكاثر بواسطة نمط بيوضية ولودية . تلد هذه القروش مجموعة مكونة من اثنين إلى أربعة (نادرا ستة) جراء في شرق المحيط الهادئ ، وثلاثة إلى سبعة جراء في شرق المحيط الأطلسي. يعتقد أنها تتكاثر في كل مدى ونطاق تواجدها؛ إحدى مناطق الحضانة المعروفة هي الخليج الصغير في كاليفورنيا الجنوبية . يكون موسم التكاثر في فصل الصيف ، عادة في شهر يوليو أو شهر أغسطس ، وتكون فترة المخاض من شهر مارس إلى شهر يونيو بعد فترة حمل تبلغ مدتها حوالي تسعة أشهر. الأجنة النامية هي آكلة بويضات ، تتغذى على البيض الذي يفرزه المبيض عند الأم. أسنان الأجنة الصغيرة تشبه الوتد ولا يوجد لها استعمال ، وتكون مغطاة بغلاف من الأنسجة اللينة. مع نضوج الأجنة ، تصبح أسنانها ،بوتيرة تدرجية، شبيهة بالشكل أكثر وأكثر بالأسنان الموجودة عند الأسماك البالغة ، على الرغم من أنها تظل مطمورة ومخفية حتى مدة قصيرة قبل الولادة.
عادةً ما يكون طول الجراء التي تكون حديثة الولادة ما بين 114–160 سنتيمتر (3.74–5.25 قدم) ، وتزن ما بين 5–6 كيلوغرام (11–13 رطل) ، يتعلق ذلك بحجم الأم نفسها. تنمو الأسماك اليافعة حوالي 50 سنتيمتر (1.6 قدم) في السنة ، بينما تنمو الأسماك البالغة حوالي 10 سنتيمتر (0.33 قدم) في السنة. يبدو أن الحجم الكلي عند النضوج يكون مختلفًا بين المجموعات من هذه القروش. في شرق شمال المحيط الهادئ ، ينضج الذكور عمد بلوغهم طول قدره حوالي 3.3 متر (11 قدم) ، أي عند عمر الخمس سنوات تقرييا ، والإناث عند بلوغها طول حوالي 2.6–4.5 متر (8.5–14.8 قدم) ، أي عند عمر السبع سنوات تقريبا. من المعروف ان هذه القروش تعيش لجيل 15 سنة على الأقل، وتم تقدير الحد الأقصى لحياتها على انه يصل لحوالي 45 – 50 عاما تقريبا.

## العلاقة مع البشر
نظريا، أي نوع من أسماك القرش ذو حجم كبير تكون قادرة على إلحاق إصابة بالإنسان وبالتالي يجب توخي الحذر منها ، مع ذلك، لا يشكل القرش الدراس الشائع خطرًا يذكر أو يوصف على البشر. أفاد معظم الغواصين أنها مخلوقات خجولة ويصعب الاقتراب منها تحت سطح الماء. يسرد ملف هجوم القرش العالمي هجومًا استفزازيًا واحدًا من قبل سمك القرش الدراس وأربع هجمات على القوارب ، والتي كانت على الأرجح هجمات عرضية؛ حيث كانت أفراد من هذه القروش تقاتل وتكافح وتقاوم محاولات لأسرها. [بحاجة لمصدر]

### الصيد التجاري

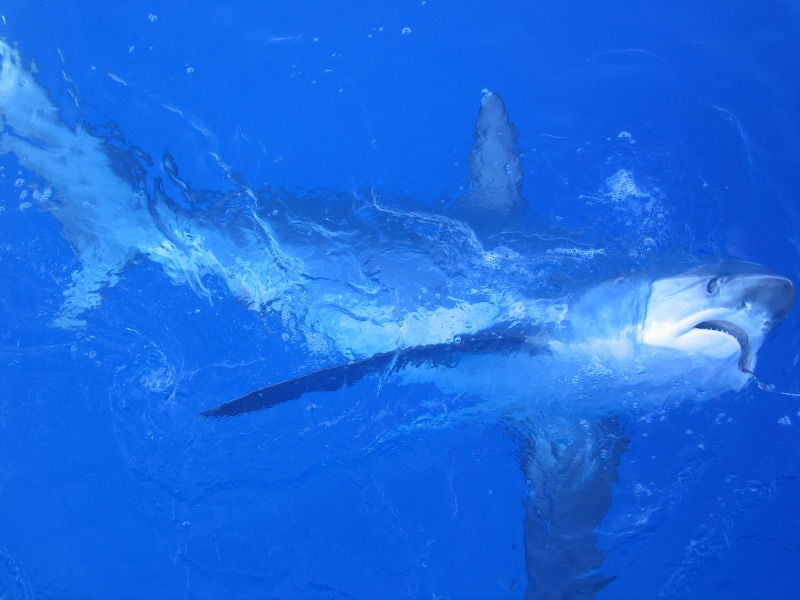
يتم إصطياد القرش الدراس تجاريا من قبل العديد من البلدان. تظهر الصورة إصطياد قرش دراس شائع بواسطة خيط طويل

يتم إصطياد القرش الدراس الشائع عى نطاق واسع بواسطة مسمكة الخيوط الطويلة والشباك الخيشومية البحرية ، وخاصة في شمال غرب المحيط الهندي ، وفي غرب ووسط وشرق المحيط الهادئ وشمال المحيط الأطلسي. وتشمل الدول المشاركة في إصطياده ، دول ما بعد الاتحاد السوفيتي واليابان وتايوان وإسبانيا والولايات المتحدة والبرازيل وأوروغواي والمكسيك . يقدر بني البشر لحم هذه الأسماك؛ إذ يعتبر لحم ذو قيمة عالية عند إستهلاكه سواء مطبوخ أو مجفف و مملح أو مدخن . بالإضافة إلى ذلك ، يتم تصنيع جلدها لمنتجات جلدية ، ويتم معالجة زيت كبدها لإستعماله في تصنيع الفيتامينات ، ويتم استخدام زعانفها في تحضير حساء زعانف سمك القرش . أبلغت منظمة الأمم المتحدة للأغذية والزراعة (تختصر : FAO-فاو) عن إصطياد كمية قروش دراس شائع حول العالم ؛ التي بلغت لقدر حوالي 411 طنًا متريًا في عام 2006.
في الولايات المتحدة ، تم تطوير مسمكة شباك خيشومية عائمة متحركة في جنوب كاليفورنيا في عام 1977 لإصطياد القرش الدراس الشائع ، بدءًا من 10 سفن التي كانت تجرّب شباك أكبر حجمًا. في غضون عامين ، زاد الأسطول إلى 40 سفينة ، وبلغت المسمكة ذروتها في عام 1982؛ عندما قامت مجموعة مكونة من 228 سفينة بإصطياد 1،091 طنًا متريًا. تقلصت وإنهارت أعداد القرش الدراس الشائع بسرعة بسبب الإفراط في الصيد ، مع انخفاض الكمية التي تم إصطيادها إلى أقل من 300 طن متري سنويًا بحلول أواخر الثمانينيات واختفى العديد من المجموعات الكبيرة من أسماك القرش الدراس الشائع. لا يزال يتم إصطياد أسماك القرش الشائع تجاريًا في الولايات المتحدة ، حيث يصطاد حوالي 85 ٪ من الكمية الإجمالية من المحيط الهادئ وحوالي 15 ٪ من المحيط الأطلسي. لا تزال أكبر كمية يتم إصطيادها من هذه القروش هي تلك الكمية التي تصطاد بواسطة مسمكة الشباك الخيشومية في كاليفورنيا-أوريغون، حيث حولت هذه المسمكة تركيزها إلى إصطياد سمك السيف (الاسم العلمي : Xiphius gladius) الذي يعتبر ذو قيمة أكبر، لكنها لا تزال تقوم بإصطياد أسماك قرش الدراس الشائع بأهمية ثانوية (صيد عرضي). يتم إصطياد أعداد صغيرة من قرش الدراس الشائع من مجموعات المحيط الهادئ بواسطة الرماح أيضًا، وبواسطة استعمال الشباك الصغيرة العائمة والخيوط الطويلة. في المحيط الأطلسي ، يتم إصطياد أسماك قرش الدراس الشائع بواسطة الخيوط الطويلة التي تكون مخصصة بالأساس لإصطياد سمك السيف والتونة.

### الصيد الترفيهي
يعتبر الصيادون الهواة قروش الدراس الشائع كواحد من أقوى أنواع أسماك القرش التي تعارك وتقاتل، وتكافح وتقاوم عند محاولات إصطيادها؛ هو ونوع قروش سمك القرش القصير الماكو (الاسم العلمي : Isurus oxyrhinchus) ، ويتم تصنيفها كسمك صيد الهواة من قبل الرابطة الدولية لصيد سمح الهواة . يلاحق الصيادون هذه الإسماك ويحاولوا إصطيادها باستخدام الصنارة قبالة ساحل كاليفورنيا وجنوب إفريقيا وأماكن أخرى. وصف فرانك موندوس أسماك القرش الدراس بأنها «عنيدة للغاية» و «رطل مقابل لرطل ، أسماك أصعب إصطيادها بالصنارة» من سمك الماكو (أي يقصد أن إصطياد سمكة قرش دراس شائع بنفس وزن قرش ماكو يعتبر أصعب) . صيد قرش الدراس الشائع مشابه لصيد قرش الماكو ؛ المعدات الموصى بها هي صنارة وزنها 24 كيلوغرام (53 رطل) قضيب وبكرة صيد كبيرة تحمل خيط لا يقل عن 365 م (400 ياردة) و 24 كيلوغرام (53 رطل). الطريقة المثالية لصيدها هي التشخيط بأسماك الطعم ، سواء بجعل الطعم يسبح عميقا أو السماح له بالعوم.

### حالة الحفظ

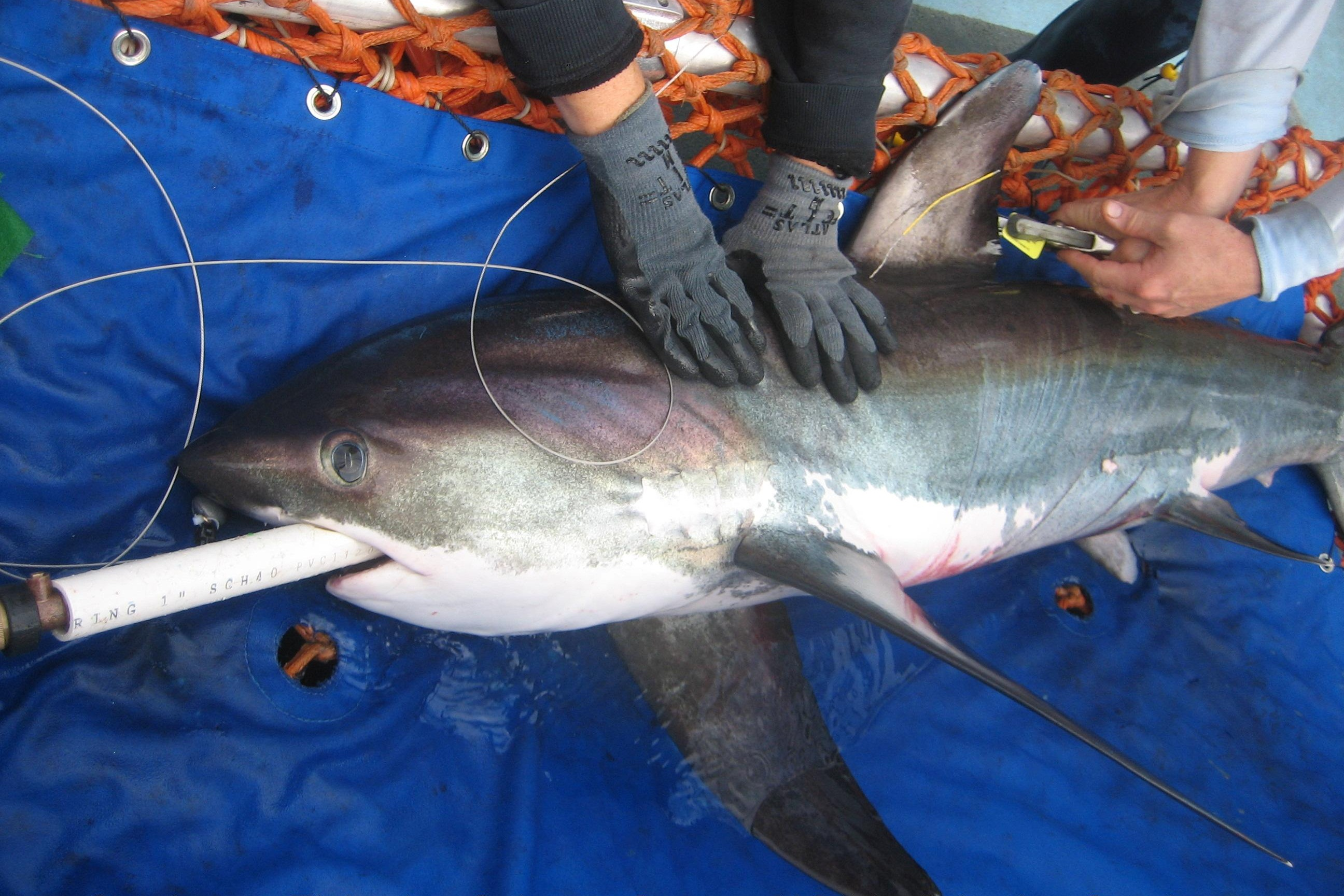
باحثون من الإدارة الوطنية للمحيطات والغلاف الجوي (إختصارها بالإنجليزية : NOAA) يقومون بوضع علامة على قرش من نوع قرش الدراس الشائع - مثل هذه الجهود تعتبر ضرورية لتطوير تدابير وإجراءات بخصوص الحفظ.

تم إعادة تقييم جميع الأنواع الثلاثة لسمك القرش الدراس من أنواع ناقصة البيانات إلى أنواع مهددة بخطر انقراض أدنى من قبل الاتحاد الدولي لحفظ الطبيعة في عام 2007. أثار الإنقلاص والانهيار السريع لعدد أفراد مجموعات قرس الدراس الشائع من فرع كاليفورنيا (إنخفض عدد الأسماك هذه بنسبة أكثر من 50 ٪ في غضون ثلاثة أجيال) مخاوف وقلق شديد بشأن قابلية وتعرض هذه الأنواع لأن يتم الإفراط في صيدها في مناطق أخرى ، حيث نادراً ما يتم الإبلاغ عن بيانات مسمكة وصيد الأسماك , وجوانب من تاريخ الحياة وهيكلية الأعداد بخصوص الأسماك يعتبر غير معروف أو غير مدروس. بالإضافة إلى استمرار ضغوطات الصيد ، تصطاد قروش الدراس الشائع أيضًا كصيد عرضي بواسطة معدات أخرى مثل في صيد السمك في الأعماق ، ومصائد وأفخاخ الأسماك ، وتعتبر مصدر إزعاج من قبل صيادي الماكريل (الإسقمري) عندما تعلق هذه القروش في الشباك وتشتبك بها.
تدير الولايات المتحدة مسمكات صيد قروش الدراس الشائع من خلال تنظيمات مثل الحصص التجارية وتعيين حد لرحلات الصيد، وتعيين حد أدنى لحجم السمك عند صيده بشكل ترفيهي وتعيين حد للكمية التي يمكن الإحتفاظ بها. صيد القرش وقطع زعانفه يعتبر غير قانوني بموجب القانون الفيدرالي الأمريكي. يتم تنظيم وسن قوانين لإصطياد قروش الدراس الشائع في المحيط الأطلسي من قبل الخدمة الوطنية لمصايد الأسماك البحرية المهاجرة في منطقة المحيط الأطلسي ، قسم إدارة الأنواع شديدة المهاجرة 2006, المخطط الإداري الموحد لمسمكة الأنواع الأطلسية شديدة المهاجرة (FMP إختصارها بالإنجليزية)، ويتم تنظيم وسن قوانين لمسمكة وإصطياد أسماك قرش الدراس الشائع في المحيط الهادئ من قبل مجلس إدارة مسمكة الأسماك في المحيط الهادئ الذي يعمل كجزء من ال (FMP) لمسمكة الأنواع شديدة المهاجرة في ساحل الولايات المتحدة الغربي. في عقد التسعينات ، وبعد استنفاد أعداد قروش الدراس الشائع من قبل مسمكة كاليفورنيا للصيد بالشباك الخيشومية ، كان الأسطول يقتصر على 70 قاربًا وتم وضع قيود وقوانين بخصوص موسم الصيد ونطاق الصيد المسموح به والصيد بواسطة الصنارات. تشير بعض الأدلة على أن مجموعات قروش الدراس الشائع من فروع كاليفورنيا قد بدأت بالتعافي والإزدياد بالعدد، وقد تم تقدير معدل النمو المحتمل لإزدياد أعدادها على أنه ما بين 4-7% سنويا.
في نيوزيلندا ، صنفت إدارة الحفظ القرش الدراس الشائع على أنه نوع «غير مهدد» بخطر الإنقراض بموجب نظام تصنيف التهديدات في نيوزيلندا.

## التصورات التاريخية
كتب الفيلسوف اليوناني أرسطو (384 – 322 قبل الميلاد ) بعض الملاحظات الأولى حول قروش الدراس الشائع. في كتابه `` هيستوريا أنيماليا '' ، ادعى أنه عند إصطيادها ، تميل قروش الدراس الشائع لتحرير أنفسها عن طريق 'عضعضة' خيوط الصيد ، وأنها تحمي صغارها من خلال ابتلاعها. أدت هذه السلوكيات «الحذقة» ، التي لم يثبتها أو يلاحظها العلم ، لتسمية هذه القروش من قبل اليونانيين القدماء باسم alopex (التي تعني «الثعلب») ، وهو الاسم الذي يشتق منه التسمية الثنائية (الإسم العلمي) الحديثة والعصرية لهذه الأسماك.
هناك خرافات وأقاويل متكررة حول قروش الدراس الشائع بأنها تقوم بالتعاون مع سمك السيف لمهاجمة الحيتان. في نسخة واحدة من الأحداث المتعلقة بهذه الخرافات، يدور القرش الدراس حول الحوت ويشتت انتباهه عبر ضرب البحر بواسطة ذيله والتسبب في ضخ الزبد ، مما يسمح لسمكة السيف بطعنه بواسطة سيفه في نقطة ضعف ما التي تكون موجودة بجسده . في سرد آخر ، يسبح سمك السيف ليكون في وضعية تحت الحوت ، بينما تقفز سمكة القرش الدراس من الماء وتهبط فوق الحوت ، وتصفعه بحيث يتجه نحو سيف سمكة السيف. ويوجد حتى مؤلفون آخرون الذين يصفون كيف تقوم قروش الدراس «بقص جروح ضخمة» في جانب الحوت بواسطة استخدام ذيلها. على الرغم من ذلك ، من غير المعروف ما إذا تقوم قروش الدراس أو أسماك السيف بالتغذي على الحيتان أو حتى ما إذا كانت تمتلك بالفعل الأسنان الملائمة للقيام بعمل ذلك. قد تكون القصة قد نشأت من البحارة الذين عرفوا -بشكل خاطئ- الزعانف الظهرية الطويلة للحيتان القاتلة ، التي بالفعل تقوم بمهاجمة الحيتانيات الكبيرة ، على أنها ذيول أسماك القرش الدراس. تم العثور على سيوف أسماك السيف أيضًا وهي مغروزة في الحيتان الزعنفية والحيتان الزرقاء (وهي حوادث محتمل حدوثها بسبب القصور الذاتي لأسماك السيف سريعة الحركة) ، وتظهر أسماك قرش الدراس بعضًا من السلوكيات المذكورة أعلاه بغض النظر عن الحيتان.

## روابط خارجية
- Alopias vulpinus ، دراس في FishBase
- Alopias vulpinus (Common Thresher Shark) في القائمة الحمراء للاتحاد الدولي لحفظ الطبيعة
- الملامح البيولوجية: دراس القرش في متحف فلوريدا للتاريخ الطبيعي قسم علم الإيكولوجيا
- بيولوجيا الدراس المشترك ( Alopias vulpinus ) في مركز ReefQuest لأبحاث سمك القرش
- صحائف وقائع الأنواع: Alopias vulpinus في مصلحة مصايد الأسماك والزراعة ، لدى المنظمة